# اريك ريد (ملحن)
اريك ريد (بالإنجليزية: Eric Reed)‏ هو عازف بيانو وملحن أمريكي، ولد في 21 يونيو 1970 في فيلادلفيا في الولايات المتحدة.

## وصلات خارجية
- اريك ريد على موقع IMDb (الإنجليزية)
- اريك ريد على موقع ميوزك برينز (الإنجليزية)
- اريك ريد على موقع أول ميوزيك (الإنجليزية)
- اريك ريد على موقع ديسكوغز (الإنجليزية)